# متیو والورده
متیو والورده (انگلیسی: Mathieu Valverde؛ زادهٔ ۱۴ مهٔ ۱۹۸۳) بازیکن فوتبال اهل فرانسه است.
از باشگاه‌هایی که در آن بازی کرده‌است می‌توان به باشگاه فوتبال اتنیکوس اچنا، باشگاه فوتبال آنورتوسیس فاماگوستا، باشگاه فوتبال المپیک لیون، باشگاه فوتبال بوردو، و باشگاه فوتبال تولوز اشاره کرد.